# 8-й пехотный корпус (Российская империя)
8-й пехотный корпус (8 пк) — высшее тактическое соединение всех родов войск (общевойсковое) Русской армии Российской империи.
С 12 (24) июня 1812 года по 1814 год пехотный корпус № 8 участвовал в Отечественной войне 1812 года и Заграничных походах Русской армии 1813—1814 годов.

## История
С начала XIX века, в связи с развитием военного дела в России, корпус оформляется из административно-территориальной единицы в войсковую тактическую и административную единицу, включающую все рода оружия вооружённых сил государства: инфантерию, артиллерию, кавалерию и инженерию. Корпуса подразделялись на дивизии и бригады. Руководил корпусом штаб во главе с командиром корпуса. В мирное время основная задача корпуса — организация обучения и поддержание боевой готовности войск. В военное время он являлся тактической единицей, осуществлявшей самостоятельные военные действия в составе полевой армии. Так первоначально, в 1810 году, в Русской армии было создано пять пехотных корпусов (№ 1 — № 4 и № 6, № 5 был пропущен), и вне корпусной организации оставалась вся лейб-гвардия России (гвардейские войска).
Корпус № 8 был сформирован в апреле — мае 1812 года в составе 2-й Западной армии. Командир корпуса генерал-лейтенант М. М. Бороздин.
В составе соединения были 2-я гренадерская дивизия, командир дивизии генерал-майор принц К. Мекленбург-Шверинский; 2-я сводно-гренадерская дивизия, командир дивизии генерал-майор граф М. С. Воронцов.
Состав 2-й гренадерской дивизии: 1-я бригада: Киевский гренадерский полк, Московский гренадерский полк; 2-я бригада: Астраханский гренадерский полк, Фанагорийский гренадерский полк; 3-я бригада: Сибирский гренадерский полк, Малороссийский гренадерский полк; 2-я артиллерийская бригада.
Состав 2-й сводно-гренадерской дивизии: 1-я бригада — 4 батальона (сводно-гренадерские батальоны 7-й и 24-й пехотных дивизий); 2-я бригада — 6 батальонов (сводно-гренадерские батальоны 2-й гренадерской дивизии, 12-й и 26-й пехотных дивизий); 3-я резервная артиллерийская бригада (31-я и 32-я батарейные роты).
Всего в корпусе — 24 батальона, 20 эскадронов, 60 орудий.
12 (24) июня армия Франции её союзников и саттелитов нарушила российскую границу и начала захватническую войну.
С началом военных действий вошёл в состав Действующей армии, 12 (24) июня, 8-й корпус отступал от границы.
23 июля (4 августа) 2-я сводно-гренадерская дивизия, командир дивизии генерал-майор граф М. С. Воронцов, передана в состав авангардного корпуса генерал-лейтенанта А. И. Горчакова.
- Горчаков А. И. 1 июля 1812 года вновь принят на службу и определён состоять по армии, назначен во 2-ю Западную армию. Командовал «авангардным корпусом» армии, — временным формированием, учрежденным 23 июля (27-я пехотная дивизия, сводная гренадерская дивизия и две роты артиллерии).

23 июля в состав корпуса введена 2-я кирасирская дивизия, командир дивизии генерал-майор О. Ф. Кнорринг (до 6 августа 1812).
Корпус участвовал в Смоленском сражении 4 (16) августа — 6 (18) августа 1812 года.
После 6 августа командиром 2-й кирасирской дивизии назначен генерал-майор И. М. Дука.
- Дука Илья Михайлович (Дризен, барон, Фёдор Васильевич). В 1812 генерал-майор, командовал 2-й бригадой (Глуховский и Малороссийской кирасирские полки) 2-й кирасирской дивизии 2-й Западной армии, после 6.08.1812 командир этой дивизии, которая отличилась в Шевардинском бою и Бородинском сражении. Отличился в боях под Красным.

Корпус участвовал в бою при Шевардино 24.08 (05.09).
Корпус под командованием генерал-лейтенанта М. М. Бороздина участвовал в Бородинском сражении (в районе деревни Семёновское) 26.08 (07.09). Корпус оборонял Семёновские флеши. В ходе битвы полки корпуса понесли большие потери. См. Составы войск при Бородине
После оставления Москвы (оккупация французами г. Москвы продолжалась с 14 сентября по 20 октября) в состав корпуса вошла 27-я пехотная дивизия генерал-лейтенант Д. П. Неверовского, а 2-я кирасирская дивизия действовала отдельно под командованием генерала Д. В. Голицына.
Формирование участвовало в сражении под Тарутином 18 октября.
Соединение участвовало в арьергардных боях и в сражении под местечком Малоярославцем 12 (24).10, где потеряли 277 человек убитыми, 409 ранеными и 658 пропавшими без вести.
Для усиления корпуса вышестоящим командованием была выделена 3 пд, командир дивизии генерал-майор И. Л. Шаховской, из 3-го пехотного корпуса, командир корпуса генерал-майор граф П. А. Строганов.
Корпус участвовал в сражении под пос. Красным 3 (15) ноября — 6 (18) ноября.
В ноябре командир корпуса генерал-лейтенант М. М. Бороздин освобождён от должности и назначен специальным уполномоченным по приведению в порядок тыла 2-я Западной армии. Командиром корпуса назначен генерал-лейтенант князь С. Н. Долгоруков.
10 ноября 2-я гренадерская дивизия поступила в состав 3-го пехотного корпуса, а в состав корпуса переведена 17-я пехотная дивизия из 2-го пехотного корпуса.
14 (26) декабря 1812 года победой России над Францией завершилась Отечественная война. В 1818 году 8-й пехотный корпус сокращён, и последовало новое распределение дивизий по корпусам и армиям. 27-я пехотная дивизии находилась в это время в литовских провинциях вне корпусного управления.

## В составе
- 2-я Западная армия

## Командование
- Командир корпуса генерал-лейтенант М. М. Бороздин, май-ноябрь 1812.

- Бороздин М. М. Участвовал в Отечественной войне 1812 года, в сражениях при Смоленске 4 (16) августа-6 (18) августа 1812), Шевардине 24.08(5.09) 1812, Бородинском сражении (в районе деревни Семёновское) 26.08 (7.09) 1812, под Тарутином 18.10.1812, Малоярославцем 12(24).10.1812, под пос. Красным (3(15) ноября — 6(18) ноября 1812); с ноября 1812 Специальный уполномоченный по приведению в порядок тыла армии; с 10 декабря 1814 Начальник 27-й пехотной дивизии; с 28 декабря 1816 вышел в отставку по болезни.

- Командир корпуса генерал-лейтенант князь С. Н. Долгоруков, ноябрь 1812—1813.

- Долгоруков С. Н. С 1811 был главой русской миссии в Неаполе. В октябре 1812 прибыл в армию, командовал после сражения под Тарутиным 2-м пехотным корпусом, затем 8-м пехотным корпусом (ноябрь 1812—1813). 3 июня 1813 награждён орденом Св. Георгия 3-го кл. В 1813 командовал 3-м корпусом, в мае был отправлен с особым поручением в г. Копенгаген. В 1816 «отпущен в чужие края до излечения болезни». Перу Долгорукова принадлежит труд «Хроника Российской Императорской армии» (составлена в 1799), где даны краткие сведения об униформе, знамёнах, истории полков и мест их расквартирования на 1799.

## Состав

### На апрель 1812 года
- Управление (Штаб) корпуса.
- 2-я гренадерская дивизия. Командир дивизии генерал-майор принц К. Мекленбург-Шверинский
- 2-я сводно-гренадерская дивизия (23 июля 1812 передана в состав авангардного корпуса Горчакова). Командир дивизии генерал-майор граф М. С. Воронцов.

### 12 (24) июня 1812 года
- Управление (Штаб) корпуса, г.-л. М. М. Бороздин.
- две гренадерские дивизии (22 батальона)[1];
- одна кирасирская дивизия (20 эскадронов)[1];
- пять артиллерийских рот (60 орудий)[1].

### На 23 июля 1812 года
- Управление (Штаб) корпуса.
- 2-я гренадерская дивизия. Командир дивизии генерал-майор принц К. Мекленбург-Шверинский.
- 2-я кирасирская дивизия. Командир дивизии генерал-майор О. Ф. Кнорринг до 6.8.1812, умер. Командир дивизии генерал-майор И. М. Дука после 6 августа 1812.

### На сентябрь 1812 года
- Управление (Штаб) корпуса.
- 2-я гренадерская дивизия. Командир дивизии генерал-майор принц К. Мекленбург-Шверинский.
- 27-я пехотная дивизия. Командир дивизии генерал-лейтенант Д. П. Неверовский.

### На 10 ноября 1812 года
- Управление (Штаб) корпуса.
- 17-я пехотная дивизия.
- 27-я пехотная дивизия. Командир дивизии генерал-лейтенант Д. П. Неверовский.